# 约翰·斯塔利
约翰·斯塔利（John Kemp Starley，1855年12月24日—1901年10月29日），英国发明家，和詹姆斯·斯塔利一起对自行车和三轮车作出了重大改进，是英国自行车工业之父。

## 生平

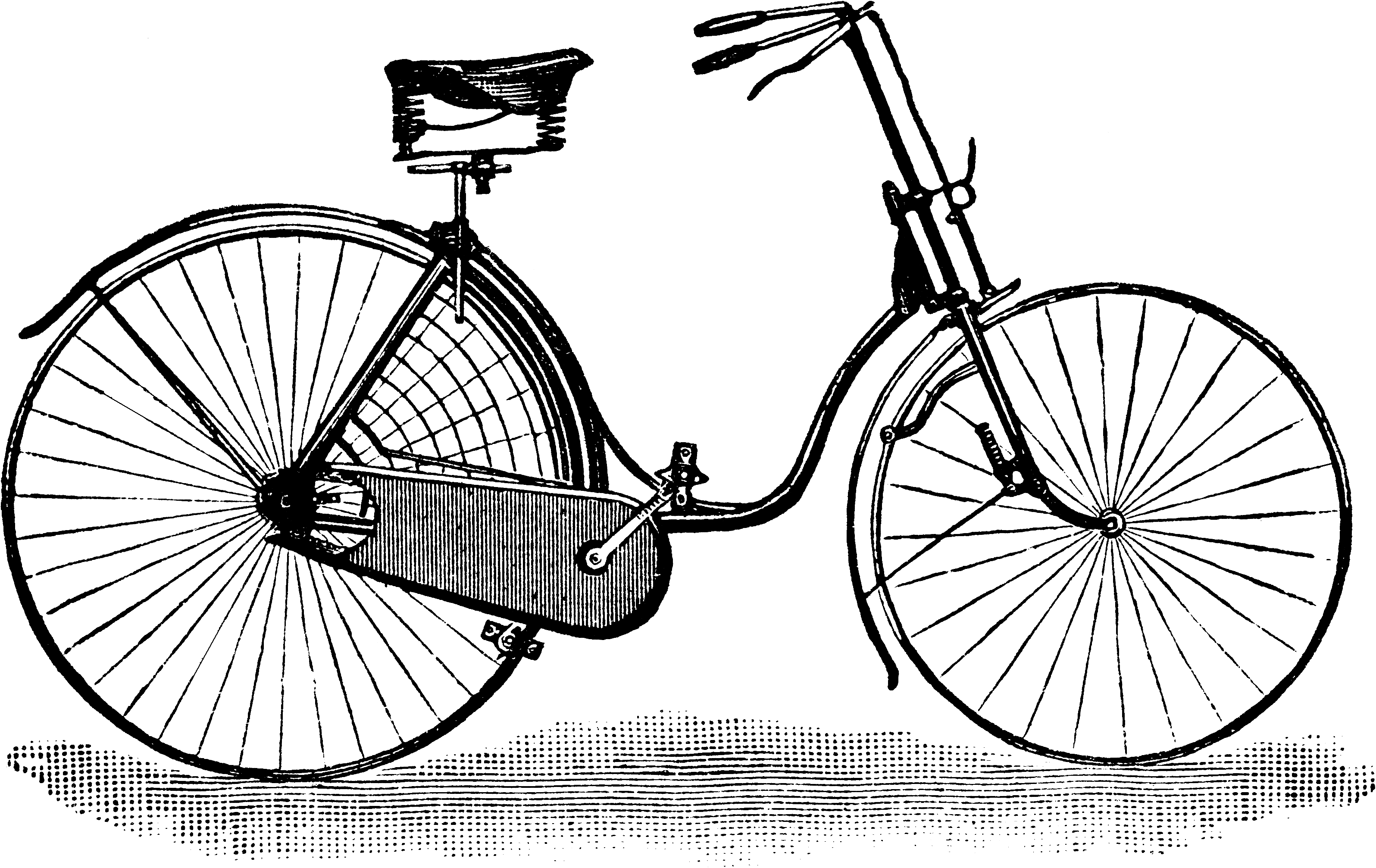
A safety bicycle from 1889.

约翰·斯塔利生于英格兰埃塞克斯郡。1885年，他发明了罗孚安全自行车（Rover Safety Bicycle），该自行车前后轮大小一致，安装了车闸，并首次使用橡胶车轮，外观跟现代自行车已差别不大。该款自行车与之前的其他自行车相比，具有众多优点，因此很快普及开来。